# علي ونينو (فلم)
علي ونينو هو فيلم بريطاني مأخوذ من رواية كوربان سعيد والتي تحمل نفس الاسم وهو الاسم المستعار لمؤلف علي ونينو. كتبه كريستوفر هامبتون واخرجه آصف كاباديا. تم تصوير احداث الفيلم في كل من تركيا وأذربيجان. قاما بالادوار الرئيسية للفيلم كل من ماريا فالفيردي وآدم بكري. بما ان قصة الفيلم هي استنادا على رواية كوربان سعيد والتي تناقش في مضمونها السعي نحو الحقيقة والمصالحة وذلك من خلال المقارنة المتنوعة بين الإسلام والمسيحية، الشرق والغرب، والعمر والشباب، والذكور والإناث.

## قصة الفيلم
قصة أحداث الفيلم حول قصة حب في مدينة باكو بين شاب مسلم وفتاه مسيحية تربطهم قصة حب في عامي 1918 – 1920 في أواخر الحرب العالمية الاولى.

## طاقم التمثيل
1. آدم بكري علي خان شيرفانشير - الأذربيجاني - مسلم
2. ماريا فالفيردي في دور نينو كيبياني - الجورجية - المسيحية
3. ريكاردو سكامارشيو في دور مالك ناخاريريان - الأرمينية
4. هومايون إرشادي في دور صافر خان - والد علي
5. هاليت ارغينج في دور فاتالي خان خويسكي
6. أسعد بواب في دور إلياس بي
7. نومان أكار في دور سيد مصطفى
8. أكين كوش في دور محمد حيدر
9. كوني نيلسن في دور دوتيش تمار كيبياني - أم نينو
10. ماندي باتينكين في دور دوتيش جريجور كيبياني - والد نينو
11. بارفيز مامدرزاييف في دور قوتشو
12. كوربان إسمايلوف في دور كاسي الملا
13. جومشود زينالوف في دور يايها غولي
14. فخر الدين مانافوف في دور زينالبدين تاغييف
15. نيغار غولحمادوفا في دور سونا تاغييفا
16. بارفيز باجيروف في دور موسى ناغييف
17. دانيز تاج الدين دور داريا - صديق نينو # 1
18. خمار سالموفا في دور إيكا - صديق نينو # 2
19. مهريبان زكي في دورالسلطان هانوم
20. راسم جعفروف في دور ايفان

- مقالات تستعمل روابط فنية بلا صلة مع ويكي بيانات

1. ↑  "معلومات عن علي ونينو (فيلم) على موقع allocine.fr". allocine.fr. مؤرشف من الأصل في 2019-08-05.
2. ↑  "معلومات عن علي ونينو (فيلم) على موقع filmaffinity.com". filmaffinity.com. مؤرشف من الأصل في 2019-11-07.
3. ↑  "معلومات عن علي ونينو (فيلم) على موقع tv.com". tv.com. مؤرشف من الأصل في 2020-01-10.